# Galeruca hunyadensis
Galeruca hunyadensis là một loài bọ cánh cứng trong họ Chrysomelidae. Loài này được Csiki miêu tả khoa học năm 1953.